# Jatayu

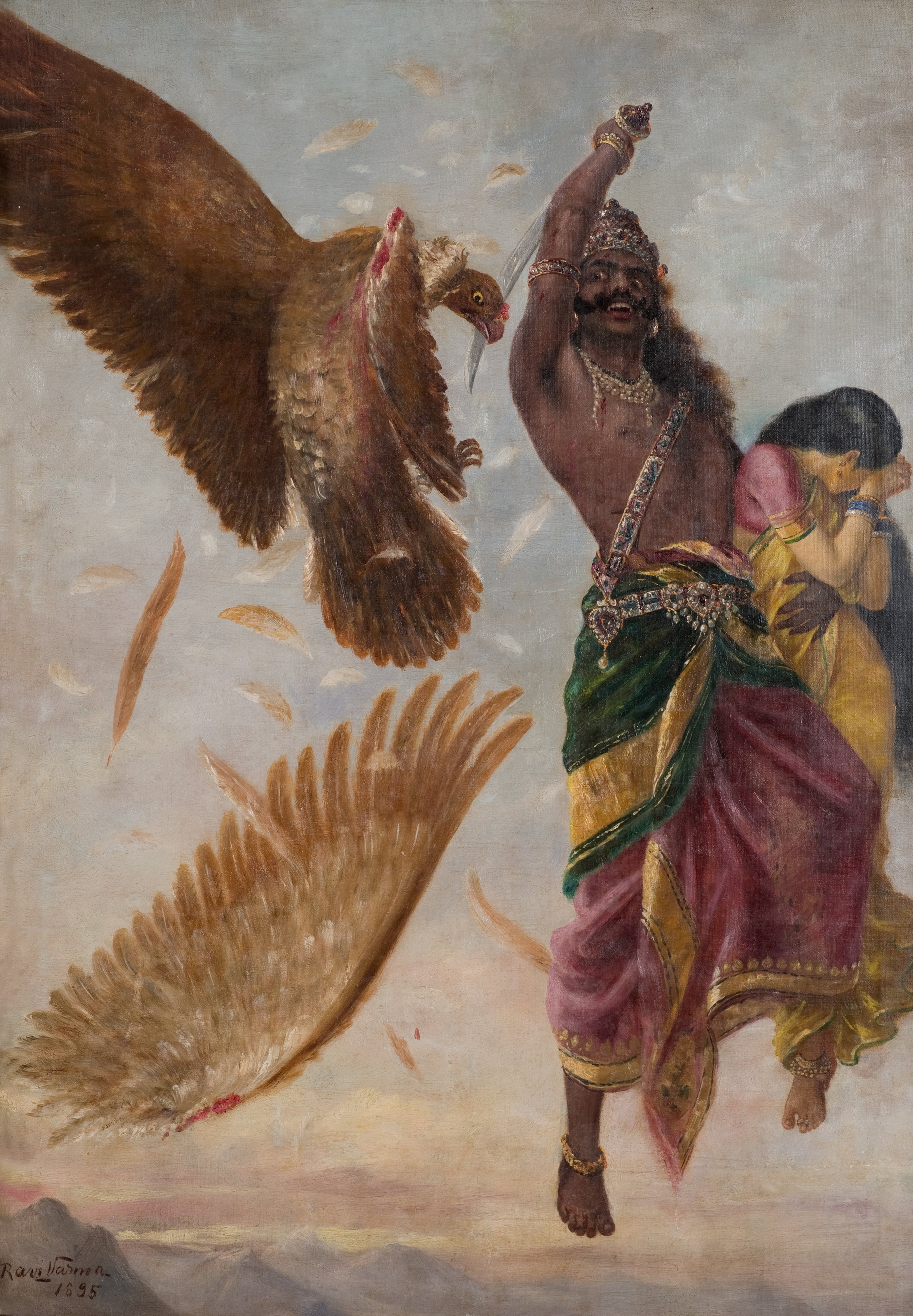
Jatayu im Kampf gegen Ravana auf einem Gemälde von Ravi Varma

Jatayu (Sanskrit जटायू Jatāyū) ist eine mythologische Figur aus dem indischen Nationalepos Ramayana in Form eines Vogels. Er soll König der Geier oder Adler sein. Während der Entführung von Sita wird er von Ravana getötet.

## Das Ramayana
Der Ramayana-Epos entstand zwischen dem 4. Jh. v. Chr. und dem 2. Jh. n. Chr. in Indien. Es handelt sich um eine aus 24.000 Doppelversen bestehende Kunstdichtung, die dem legendären Sänger Valmiki zugeschrieben wird und seit dem 2. Jh. n. Chr. als weitgehend abgeschlossen gilt. Sich mit den indischen Religionen verbreitend entfaltete es in Südostasien einen sehr großen kulturellen Einfluss und wurde an die regionalen Verhältnisse angepasst. So ist es in Thailand als Ramakian zur Gründungslegende der Chakri-Dynastie geworden, die sich in einer Abstammungslinie mit Rama sieht, während es zum Beispiel in Indonesien maßgeblich Wayang und Kecak prägte und im Khmerreich die Tempel- und Palastbauten Angkors. In Indien ist es neben dem Mahabharata das zweite Nationalepos.

## Jatayu im Ramayana
Er hat die Form eines Vogels. Oft wird er als Geier (teilweise als Gänsegeier) beschrieben, manchmal aber auch als ein Adler. und ist ein Sohn von Aruna und Syeni sowie Neffe von Garuda. Sein Bruder ist Sampati. Mit ihm konkurriert er in seiner Jugend darum, wer höher fliegen kann. Bei einem dieser Wettflüge kommt Jatayu der Sonne zu nahe und sein Bruder schützt ihn mit seinen eigenen Flügeln vor dem Verbrennen. Dadurch rettet er Jatayu, verliert aber beide Flügel und muss fortan auf der Erde bleiben.
Jatayu ist mit Dasharatha, dem König von Ayodhya, befreundet und trifft dessen Sohn Rama während seiner Verbannung vom Königshof im Wald Gandaka. Von da an begleitet und beschützt er Rama, dessen Ehefrau Sita und Ramas Bruder Lakshmana. Als Sita von Ravana entführt wird, der sie nach Lanka verschleppen will, fordert sie den aus seinem Schlummer erwachenden Jatayu auf, nicht zu versuchen sie zu retten, da er dem Dämonenkönig unterlegen sei, sondern Rama und Lakshmana davon zu berichten. Obwohl Jatayu schon sehr alt ist, er selbst spricht von 60.000 Jahren, fordert er aus Liebe zu Dasharatha und Rama Ravana zum Kampf auf. Er attackiert mit Schnabel und Klauen den zehnköpfigen Dämonenkönig im Nahkampf, während dieser ihn mit mehreren Pfeilen schwer verwundet. Jatayu kann nacheinander zwei Bögen Ravanas sowie dessen Himmelswagen mitsamt der Besatzung zerstören bzw. töten, so dass der Dämon gezwungen ist, zu Boden zu springen. Dort kann ihm Jatayu noch die zehn linken Arme abhacken, welche jedoch sofort nachwachsen, bevor ihn Ravana mit seinem Schwert an Kehle, Flügeln und der Seite tödlich verwundet.
Als Rama, der mit Lakshmana auf der Suche nach der verschwundenen Sita ist, den blutüberströmten Jatayu sieht, glaubt er erst, es handele sich um einen Dämon in Geiergestalt, der seine Gattin gefressen habe. Erst als er näher kommt und Jatayu mit letzter Kraft zu ihm spricht und von der Entführung Sitas durch Ravana berichtet, erkennt Rama seinen Freund. Im Sterben kann Jatayu Rama noch berichten, in welche Richtung Ravana Sita verschleppt hat, und sagt ihm voraus, dass er den Dämonenkönig bezwingen und seine Frau zurückgewinnen werde. Gemäß der Begräbnisriten aus den heiligen Texten und mit entsprechenden Opfergaben erweisen Rama und Lakshmana Jatayu die letzte Ehre und verbrennen ihn auf einem Scheiterhaufen.
Jatayu erlangt durch den Segen Ramas, der im Hinduismus als eine Inkarnation Vishnus gilt, das Moksha. Der Ort, an dem er nach dem verlorenen Kampf gegen Ravana auf die Erde gestürzt sein soll, wurde von Rama zu einer Tirtha geformt, ein heiliger Ort an dem mehrere Flüsse zusammenfließen. Heute liegt dieser heilige Teich im Distrikt Nashik und wird mit in die Mahashivaratri-Feierlichkeiten einbezogen. 